# El Trapiche
El Trapiche fue uno de los primeros sitios mayas con ocupación humana en Chalchuapa, departamento de Santa Ana, El Salvador, siendo ocupado desde el 1200 a. C.; y se convertiría en el primer centro ceremonial de la población, que se vería influenciado grandemente en principio por los olmecas y luego por los sitios mayas de las tierras bajas guatemaltecas, especialmente Kaminaljuyú.
A partir del 900 a. C. iniciaría la construcción de estructuras ceremoniales, destacando la pirámide principal E3-1 (específicamente la subestructura E3-1-2a), de forma cónica al mismo estilo de la pirámide principal de la ciudad olmeca de La Venta), que con una altura de 22 metros era para esa época una de las edificaciones más grandes de Mesoamérica.
El sitio llegaría a su máximo esplendor a finales del período preclásico tardío (entre 200 a. C. y 200 d. C), cuando se construiría la estructura E3-1-1a, así como la plaza donde se construiría el resto de estructuras ampliándose el centro ceremonial hasta la zona del sitio arqueológico Casa Blanca.
Entre los descubrimientos arqueológicos más importantes del sitio están: la evidencia de sacrificio (en una fosa se hallaron alrededor de 33 cuerpos, probablemente ofrendados en la estructura E3-7); y dos pedazos de estela, en uno de los cuales (el monumento 1 de Chalchuapa, encontrado frente a la estructura E3-1) sólo se ha podido identificar el símbolo del uinal (el equivalente a 1 mes en el calendario maya), y en el otro (encontrado enfrente de la estructura E3-2) la fecha baktun 7 (que corresponde entre el 354 a. C. y 41 d. C.).
Comenzaría a decaer alrededor del 200 d. C., siendo deshabitado totalmente por la erupción de la caldera del lago de Ilopango (fechada entre los siglos IV y VI). El Trapiche y otros sitios precolombinos fueron declarados Monumentos Arqueológicos Nacionales mediante Decreto Legislativo N.º 508, del 6 de mayo de 1976, publicado en el Diario Oficial N.º 95, Tomo N.º 251, del 24 de mayo de 1976.

## Ubicación, estructuras y monumentos del sitio
El Trapiche se encuentra ubicado cerca del río homónimo (afluente del río Pampe), encontrándose en un primer momento (en la década de 1940s), dentro de 2 propiedades privadas: Finca San Antonio y Beneficio Las Victorias.
Consta de unas 10 estructuras, cuya denominación arqueológica generalmente empieza con la expresión E3; y que junto con las de Casa Blanca conformaban un mismo centro ceremonial y habitacional.

### Estructura E3-1
La estructura E3-1 es la estructura más grande y antigua del sitio, tiene forma piramidal, y fue investigada por primera vez en la década de los años 1960s por Robert J. Sharer. Mide unos 23 metros de altura, y en su base mide 90 metros de este a oeste y 120 metros de norte a sur; su acceso se ubica en el lado sur, donde se encuentra una rampa que se extiende unos 25 metros hasta el nivel de la plaza donde están las demás estructuras.
En la base de la estructura, se hallaron tiestos de cerámica de los primeros pobladores de Chalchuapa de fines del preclásico temprano (1200 a. C. - 900 a. C.). Pero, la estructura en sí consta de 2 edificios superpuestos, siendo el más antiguo el denominado como E3-1-2a y la más reciente la E3-1-1a.
Monumentos que, según Robert Sharer, fueron encontrados en la base de la estructura pero que se desconoce su ubicación original son los llamados monumentos 6 (cuenco o metate gigante, probablemente de uso ceremonial), 8 (estela o altar con un elemento glifico completo) y 9 (piedra con ranuras).

#### E3-1-2a
La estructura E3-1-2a fue construida alrededor del 900 d. C. (a inicios del preclásico medio), contaba con una altura de 22 metros, tenía una forma cónica (similar a la estructura principal del sitio olmeca de La Venta), y estaba hecho de ladrillos de barro con revestimiento de piedra basáltica.
En las excavaciones de esta estructura, se encontró una pequeña figura obesa o barrigón, que es llamada Monumento 7; y el entierro de un niño de entre 9 y 11 años, que se encontraba en el relleno de la edificación sobre el eje norte-sur.

#### E3-1-1a
Sobre y alrededor de la estructura E3-1-2a fue construida la estructura E3-1-1a por el 200 a. C. (durante el preclásico tardío), que contaba con nuevas plataformas superiores y rampas de acceso hechas de adobe; teniendo un total de 12 etapas de construcción. De esta época data la mayoría de monumentos encontrados, correspondiendo a:
- Dos fragmento de estela tallada (monumento 1 de Chalchuapa, y otro encontrado en las investigaciones de 2012 a 2014); el monumento 1 muestra la figura (probablemente de un gobernante) con el brazo izquierdo extendido, sobre la que se ubican 8 columnas con glifos, siendo únicamente identificado el del uinal (el equivalente a un mes en el calendario maya); mientras que la otra estela se encontró con la parte esculpida hacia el suelo, y contenía una banda terrestre sobre la que había un símbolo en forma de U y una base de petate en la que estaba sentado un gobernante del que solo se puede ver la rodilla, está estela tiene un estilo similar a las encontradas en Izapa y Kaminaljuyú.[4][13]
- Dos fragmentos de estela lisa (monumento 2 y 4).[14]
- Tres esculturas de cabeza de jaguar estilizado (monumento 3, y cabezas 1 y 2). Las tres cabezas estaban colocadas viendo al cielo; la cabeza dos tiene un ojo lleno (vivo) y otro hueco (muerto), estando el primero apuntando al oriente y el otro la entrada al templo; mientras que la cabeza 1 tiene dos ojos huecos, con uno mirando al poniente y el otro a la entrada de la estructura; el monumento 3 está quebrado, solo conservando la parte superior, estaba en medio de las otras dos, y tiene un ojo lleno y otro hueco, mirando al oriente y poniente respectivamente. Se considera que representan la dualidad vida (oriente) - muerte (poniente); estando el monumento 3 cortado (simbólicamente muerto) como una ofrenda para convertirse en guía al inframundo, también se ha hipotetizado que esto fue debido a un ritual de terminación cuando el sitio fue abandonado.[15]

La estructura, al igual que las del restos del sitio, probablemente continuaría siendo ocupada durante el período clásico temprano (200 - 600 d. C.) hasta el momento de la erupción del lago de Ilopango (entre los siglos IV, V o VI d. C.), esto debido a que la ceniza de dicha erupción se depositó directamente encima de la estructura y los monumentos. Posterior a la erupción, se enteraría en la ceniza depositada sobre esta estructura el monumento 10 (originalmente conocido por Sharer como piedra miscelánea 2), un fragmento de piedra irregular con unas 9 depresiones redondeadas.

### Estructuras de la plaza central
A la par de la construcción de la estructura E3-1-1a, con una operación masiva de movimiento y relleno de tierra, se creó una plaza artificial que cubría un área aproximada de 1 por 0.5 km y en donde se construirían la mayoría de las demás estructuras del sitio.
Está plaza estaba constituida por una homogéneo relleno de tierra café que contenía desechos culturales (tiestos, figurillas, obsidiana, manos (herramientas para moler granos), metates o piedras de moler, carbón, trozos de adobe quemado, etc); y que tenía un grosor que iba de 0.4 a 1.4 metros, teniendo un promedio de 0.85 m.
De está zona, según Robert Sharer, provendría el monumento 11; el cual es una figura zoomórfica deteriorada, de la que se desconoce el lugar y período exacto en el que se ubicaba.
Las estructuras E3-2 y E3-3 se encuentran a la par al sur de la estructura E3-1 formando un triángulo junto con esta. Esta disposición se encuentran también en otras estructuras de El Trapiche y Casa Blanca (que fueron construidas a partir del siglo I d. C.), específicamente entre las estructuras E3-8, C3-9 y C3-10, y entre las estructuras C1-1, C3-3 y C3-6 (estructuras 1, 2, y 5 del parque arqueológico Casa Blanca). En estos triángulos se han encontrado estelas lisas sobre el eje central de cada estructura que se encuentra en medio.

#### Estructura E3-2
La estructura E3-2 es la estructura más grande y con la base más larga de las ubicadas en la plaza; mide unos 6 metros de alto.
Enfrente de esta estructura se encontró un fragmento de estela con la inscripción 7 baktún (que corresponde entre el 354 a. C. y 41 d. C.), este fragmento se encontraba en un hoyo (del piso original) relleno de piedras con las inscripciones hacia arriba, este hoyo sería después rellenado con piedras para construir otro piso encima. Asimismo, entre esta estructura y la E3-3 se encontró un altar liso.

#### Estructura E3-3
Las estructuras E3-3 y E3-6, fueron las primeras en ser excavadas en el sitio, durante las investigaciones realizadas por William R. Coe en 1954.
La estructura E3-3 mide unos 4. 5 metros de alto y está orientada de norte a sur; cuenta en su interior con una extraña estructura de canales hechos de paredes de barro azul quemado, que estaba rellenada con vasijas quebradas, tiestos, obsidiana y partes de figurillas; se considera que esa estructura de canales tenía un uso ceremonial, que probablemente fuese terminada en la época seca, quedando enterrada con la llegada de las lluvias.
Sobre lo aún visible de la estructura anterior se pusieron fragmentos de metates de canto rodado, sobre la cual se colocaron ladrillos de adobe para formar una plataforma, que tendría en medio un hueco de poste para sostener el techo de una edificación hecha de material perecedero.

#### Estructura E3-4 y E3-5
La estructura E3-4 mide 3 metros de alto; se encuentra alineada con las estructuras E3-2 y E3-3, siendo la más pequeña y la que se encuentra más al poniente de las tres.
Por otro lado, la estructura E3-5 se ubica al suroeste de la estructura E3-4; es la segunda estructura más alta del sitio, midiendo 7 metros de alto; en la base de la cara sur de la superficie de esta estructura Stanley Boggs descubrió el llamado monumento 5, un altar trono que tiene tallado en uno de sus laterales la imagen de la cara de un jaguar, que sería trasladado al museo del parque arqueológico Tazumal donde se encuentra actualmente.

#### Estructura E3-6
La estructura E3-6, como se dijo anteriormente, fue una de las primeras estructuras excavada del sitio en la década de 1950. Medía unos 6 metros de altura, y en su base unos 40 metros de norte a sur y unos 30 metros de este a oeste.
Había sido sumamente afectada debido a las plantaciones de la finca donde se encontraba, siendo demolida la entera mitad occidental y parte de su lado norte antes que el sitio fuese renocido en 1944 por Longyear y Boggs.
Las investigaciones encontraron que está edificación se caracteriza por varias etapas sucesivas de pisos de adobe suave, que fueron superpuestas uno tras otra sobre una plataforma de adobe muy profunda.

### Estructura E3-7
La estructura E3 - 7, fue investigada por William R. Fowler, Manuel López y Manuel Méndez en una investigación de salvamento de 1977 a 1978. Data del final período preclásico tardío (entre 200 a. C. y 200 d. C.). Consistía de una plataforma que alcanzaba los 6 metros de altura, y que medía en su base 21 metros de este a oeste y 45 metros de norte a sur, y contaba con una rampa o escalinata en su lado sur que daba acceso a la cima de la estructura.
Está estructura fue edificada a través de 5 etapas sucesivas de construcciones superpuestas; en las que hubo 3 grandes episodios de enterramientos en los pisos y rellenos de la construcción, habiendo remanentes esqueléticos de unos 33 individuos.
La primera etapa de la construcción consistió en una plataforma de dos metros de alto, en la que se encontraron 18 entierros. De ellos, el catalogado como entierro 12, era el único que se encontraba excavado a poca profundidad en el suelo de la construcción, y era de un hombre adulto mayor de 45 años que contaba con un brazalete de 16 cuentas de jade en un brazo; esta tumba estaba a la par de una pequeña área elevada con huecos de postes rellanados en el piso de arcilla cosida, lo que probablemente era un altar con techo de paja; debido a que para realizarlo se cortó el piso de la estructura, se considera que posiblemente esté entierro pudo haber sido hecho algún tiempo después de los otros 17.
En la segunda etapa se construyó una plataforma de 4.2 metros de alto, en la que se ubicaron 6 entierros en los rellenos de esta construcción. Mientras que la tercera etapa, se le agregó 0.3 metros a la altura de la estructura, y solamente un entierro fue ubicado probablemente al tiempo de una menor remodelación. En cambio, en la etapa 4 la estructura alcanzó los 5 metros de altura, y se depositaron los restos de 8 individuos. Finalmente, en la etapa 5, fue ubicado un entierro en el eje norte-sur de la estructura.
En resumen, los entierros consisten en un total de 26 individuos que tenían todos los huesos presentes, 4 que estaban parcialmente completos sin evidencia de una alteración posdeposicional (de los que uno estaba decapitado, uno con las extremidades cortadas y 2 cortados a la mitad en la cintura), y 3 a los que solamente se encontró el cráneo; de los 30 que estaban total o parcialmente completos, 27 estaban boca abajo con las manos y pies atados, 2 estaban flexionados, y en uno no se pudo determinar por lo alterado que estaba por las hormigas cortadoras de hojas. Tres de los enterramientos tenían objetos asociados (que respectivamente eran un brazalete de 16 cuentas de jade en un brazo, una cuenta de jade en la boca, y una hacha de Dios hecha de jade en la boca). Trece estaban cubiertos de hematita (de esos 12 estaban cubiertos o envueltos en tela de corteza) y doce estaban solo cubiertos o envueltos con tela de corteza. Con respecto al sexo, 24 eran hombres y no se pudo determinar el sexo de los otros nueve; mientras que en la edad, veinticinco tenían entre 25 y 45 años, tres tenían entre 17 y 25 años, tres tenían más de 45 años, y en uno no se pudo determinar.

### Otras estructuras
Las estructuras E3-8 y E3-9, se encuentran al sur de las estructuras principales, entre este sitio y el de Casa Blanca. La estructura E3-8, se ubica a 280 metros de la estructura E3-2, y mide unos metros de alto; en cambio la estructura E3-9, ubicada inmediatamente al norte de la anterior, es larga y baja (con 1 metro de altura), y debido a los tiestos de cerámica encontrados se considera que se trata de una plataforma para uso doméstico del período clásico tardío (600 - 900 d. C.) y posclásico temprano (900 - 1200).
La estructura E5-1 se encuentra al este de las estructuras principales; es baja (con 1.3 metros de altura), hecha de tierra y con forma rectangular; mide unos 10 x 8 metros, con su eje largo orientado a 29° al oeste del norte magnético.
William Sharer incluye, dentro de este sitio, a las estructuras E5-2 y G1-1. La primera se encuentra al norponiente de la E5-1, siendo una edificación de 2.6 metros de altura, con forma rectangular y hecha de tierra; cuyo perímetro mide unos 23 metros de norte a sur y 15 metros de este a oeste; y tiene su eje norte-sur orientado 9 grados al este del norte magnético. En cambio la estructura G1-1, es una estructura baja ubicada al norponiente de la estructura E3-7 cerca del río Pampe.

## Temporalidad e historia
En Chalchuapa, en base al análisis de dedimentos provenientes de la Laguna Cuzcachapa, hay evidencia de ocupación desde alrededor del alrededor del 2000 a. C; cuando dichos sedimentos muestran que por primera vez ocurre una disminución de árboles y un aumento en la aparición de polen de maíz debido al comienzo de la agricultura. Lo que es seguido, alrededor del 1,500 a. C., por evidencia de que además de la siembra de maíz, hay una tala de bosques, quema de material orgánico y una erosión incrementada, que evidencia el comienzo de la sedentarización de las poblaciones. Sin embargo, se cuenta con un análisis detallado de cerámica desde alrededor del 1200 a. C. (que también es lo más antiguo que se ha datado en el sitio El Trapiche), abarcando la ocupación del sitio desde ese punto hasta la erupción del Lago de Ilopango (fechada entre los siglos IV y VI d. C.); correspondiendo a las fase cerámicas Tok, Colos, Kal, Chul, Caynac y Vec.

### Preclásico temprano

Chalchuapa y otros sitios destacados del período preclásico

La fase más temprana es la fase Tok, que se desarrolla de 1200 a. C. a 900 a. C. (en el período preclásico temprano), encontrándose únicamente en la base de la estructura E3-1. Esta fase, se caracteriza principalmente por las actividades domésticas, ya que consiste en: tiestos de cerámica principalmente de tecomates y cajetes; figurillas hechas de una loza gruesa café oscuro y de una construcción básica y forma de la cabeza variables (que Sharer catalogó como el complejo Kulil, que duraría hasta el 600 a. C) y artefactos liticos como obsidiana y piedras de moler.
Para este momento, el asentamiento de Chalchuapa estaría constituido por pequeñas y sencillas comunidades comunidades agrícolas, entre las cuales habría una en El Trapiche y otra a lo largo del borde norte de la laguna Cuzcachapa. Estas comunidades serían sociedades abiertas que enfatizaban la interacción continua con el mundo exterior y vinculaban su destino a las demandas externas.
Los grupos cerámicos más antiguos de esta fase pertenecerían a las tradiciones de cerámica café sin engobe (el grupo Sacacoyo, que es el dominante de esta fase; y el grupo Cinquera) y engobe crema (grupo Ataco). Está cerámica muestra vínculos con las culturas de las costas del Pacífico de Chiapas y Guatemala, especialmente con sitios como Salinas La Blanca, Monte Alto, Izapa y Altamira; por lo que se considera que estos primeros habitantes de Chalchuapa eran probablemente hablantes de zoque, pertenecientes a la cultura mokaya, que habrían migrado lentamente hacia el sureste a lo largo del corredor natural de la llanura del Pacífico.
Al final está fase, desde alrededor del 1000 a. C, empezaría a gestarse la influencia de la cultura olmeca, observándose en la aparición de grupos de cerámica que estarían relacionados con esta cultura y que están caracterizados por presentar cuencos blancos cocidos (el grupo Macanse, un intermedio entre la tradición engobe crema y engobe negro-marrón) y vasijas de color beige a un gris veteado (grupo El Congo, con el que inicia la tradición de engobe negro-marrón; tanto este como el anterior grupo serían el comienzo de la tradición de decoración en "reserva" (resist en inglés), que culminaría con el surgimiento  de la cerámica Usulután a fines del preclásico medio). Igualmente, el grupo El Congo, así como los grupos Lamatepeque y Jocote, pertenecientes a las tradiciones café sin engobe y rojo sobre beige respectivamente, muestran similitud con la cerámica de la fase Las Charcas temprano (que inicíaría por este mismo tiempo) de las tierras altas centrales de Guatemala, en donde destaca Kaminaljuyú. Todos estos grupos permanecerían en la siguiente fase.

### Preclásico medio

Chalchuapa y su relación geográfica con el área nuclear olmeca.

#### Fase Colos
Sería durante la fase Colos (900 a. C. - 650 a. C.; durante el preclásico medio) cuando se iniciaron las actividades ceremoniales con la construcción de la estructura E3-1-2a; que es un indicio de complejidad social y diferenciación interna, ya que muestra que la sociedad ya estaba estratificada (élite y plebeyos), y que por lo tanto su construcción requirió la labor de muchos trabajadores que dieron su esfuerzo como tributo al gobernante de la población. Sin embargo, en ese momento la estratificación social era todavía incipiente y por ende sería menos jerárquica, con élites y gobernantes con un estatus mucho menos elevado o permanente que sus contrapartes posteriores (por lo que el territorio vendría a ser un cacicato, desde el punto de vista antropológico), como se observa en la carencia de entierro de élites en las estructuras religiosas; por ende, las construcciones, en este caso de una pirámide, tendrían un significado público (para fijar el asentamiento en el entorno o impresionar a los recién llegados y demostrar el derecho a habitar y contolar esa zona), ritual (adorando a las deidades, esperando su simpatía o benevolencia) o ambos más que conmemorativo.
Debido a las características de la estructura E3-1-2a y a los monumentos 7 y 12 (siendo la primera la figura obesa o barrigón encontrada en esa estructura; y la segunda, la también conocido como piedra de Las Victorias que fue encontrado en ese sitio ubicado al oriente de El Trapiche) que recuerdan a la arquitectura y arte olmecas, se podría considerar que Chalchuapa era un eslabón de centros colonizados o dominados por la cultura Olmeca (cuya área central se ubicaba en la región del golfo de México); pero debido a que los rasgos olmecas son pocos, sería más probable que Chalchuapa fuese participante de una red de interacción de sociedades que compartían motivos simbólicos y una ideología religiosa, viniendo los rasgos olmecas de sitios como La Blanca o Takalik Abaj (ambos en la costa pacífica de Guatemala).
La cerámica de esta fase muestra continuidad con la de la fase Tok, diferenciándose en cuestiones como la paulatina desaparición de los grupos cerámicos Sacacoyo (que es sustituida por el grupo Jerónimo, de la tradición engobe negro-marrón, y que también estaría relacionado con la cultura olmeca), Ataco y Cinquera (en esta última, su tradición café son engobe continuaría con el grupo Cutumay); el surgimiento de la tradición de cerámica con engobe rojo (en el grupo Coquiama); y el desarrollo de soportes cónicos tubulares. Asimismo, se empieza a notar crecientes similitudes con la cerámica de las tierras altas central de Guatemala (específicamente con la fase Las Charcas temprano de esa zona) y las primeras evidencias con conexiones con las tierras bajas mayas (donde se asentarán las grandes ciudades de esta cultura en el período clásico).

#### Fase Kal
Durante la fase Kal (650 a. C. - 400 a. C.), aunque no se observan modificaciones en la estructura E3-1-2a, se empiezan a extender las actividades domésticas y ceremoniales a otras áreas de la localidad. En este momento se da la decadencia de la cultura olmeca en esta zona; y, aunque aún se explotaban los recursos y redes comerciales fomentados por estos, va a ser reemplazada gradualmente por la cultura maya suroriental, que tendría su centro en Kaminaljuyú y cuyas élites hablarían una lengua mayense del grupo cholano (al que pertenece el chortí).
Los grupos cerámicos de las fases previas van desapareciendo en su totalidad, y se empieza a notar un cambio general en la orientación cerámica y una tendencia culminante que se va alejando de los vínculos con la costa pacífica y se va acercando a una articulación más estrecha con las tradiciones alfareras del altiplano maya guatemalteco (especialmente con Kaminaljuyú, en su fase Las Charcas tardío); a pesar de ello, se mantiene una continuidad interna dentro de la tradición cerámica local que continuaría posteriormente.
En esta fase surgirían tradiciones cerámicas que se mantendrían en las siguientes fases, como una verdadera tradición de engobe crema (con el grupo Cuitapan), la tradición beige sin engobe (grupo Cara Sucia; que sería la primera de esta tradición en ser usada para uso residencial como comales, y para uso ceremonial como incensarios), y la engobe naranja (grupo Olocuilta); y se perfeccionaría la técnica de la elaboración en negativo dando como resultado la cerámica de estilo Usulután, que inició con el grupo Puxtla, cercanamente relacionada con Cuitapan. A la vez que continuarían, e incluso cobrarían más importancia, tradiciones como las cerámica con engobe rojo (con el grupo Lolotique), con engobe gris veteado a marrón (grupo Jinuapa), rojo sobre Beige (grupo Guaymango) y café sin engobe (grupo Masahuat).

### Preclásico tardío

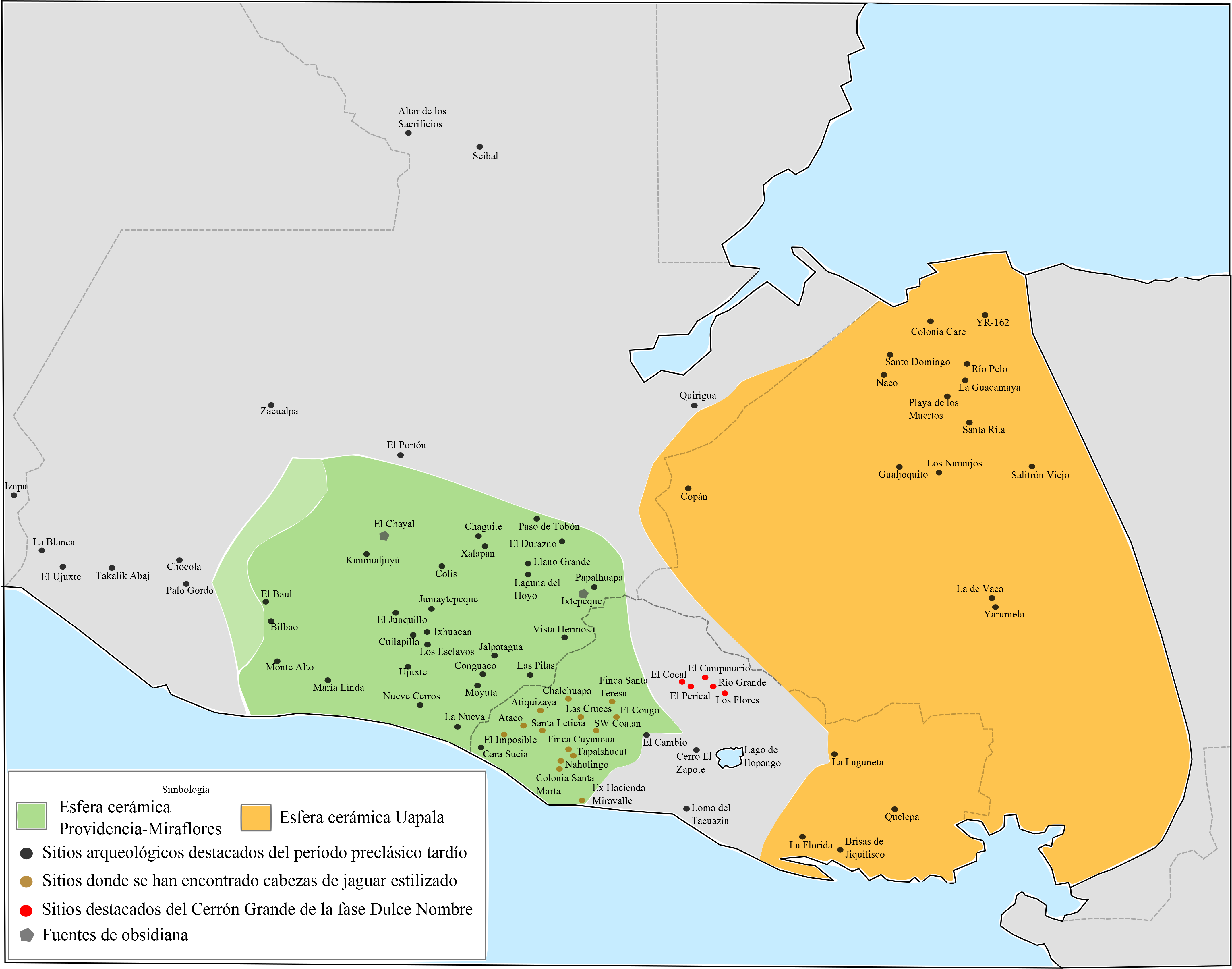
Esferas cerámicas del período preclásico tardío, en verde la esfera Providencia-Miraflores que está conectada con la cultura maya, en la que se encontraba Chalchuapa, que tiene su centro en Kaminaljuyú, los puntos café muestran sitios donde se han encontrado cabezas de jaguar estilizado.

En el preclásico tardío, Chalchuapa y demás sitios del occidente salvadoreño se vieron inmersos dentro de la cultura maya y unidos a una red cultural con los sitios de las tierras altas centrales de Guatemala (principalmente Kaminaljuyú), con los que conformaban las esferas culturales Providencia y Miraflores. Teniendo en común: los rasgos arquitectónicos; los tipos de cerámica, como los grupos Jicalapa e Izalco Usulután; figurillas, como las tipo Bolinas (catalogadas por Sharer como el grupo Álvarez tripuntuado del complejo Tat); estilos escultóricos, como estelas lisas y talladas, altares-tronos y esculturas de barrigones o gordinflones; prácticas funerarias y adornos personales. A ello, también se le sumaría, en el caso de los sitios del occidente salvadoreño, las cabezas de jaguar estilizado.
Es a partir de este período que ya se empezaría a ver sociedades más estratificadas, con gobernantes que se igualan a divinidades (como también lo harían los k'uhul ajaw, gobernantes divinos, de las ciudades mayas del clásico); como se observa en la presencia de entierros de élite en estructuras religiosas, así como en la creación de monumentos como las ya mencionadas estelas, altares-tronos y las cabezas de jaguar. Por lo que Chalchuapa se convertiría en un estado, desde el punto de vista antropológico, y una capital regional del actual occidente salvadoreño.

#### Fase Chul
Durante la fase Chul (400 a. C. - 200 a. C.) se continúan extendiendo las actividades domésticas y ceremoniales hacia otras áreas de Chalchuapa; mientras que en El Trapiche no hay evidencia de modificaciones a la estructura E3-1-2a.
Está fase representa un mayor desarrollo de lo iniciado en la fase Kal (de la cual permanecieron los grupos Guaymango y Cara Sucia), especialmente con el refinamiento de la cerámica Usulután (con el grupo Jicalapa) y de engobe rojo (con los grupos Santa Tecla y Nohualco) y el añadido de verdaderas tradiciones de engobe naranja y café-negro (con los grupos Olocuilta y Pinos respectivamente).
En esta fase se manifiesta una mayor intensificación cerámica con Kaminaljuyú y las tierras altas mayas centrales; siendo en muchas maneras un casi duplicado de la fase Providencia de esa zona, con algunas variaciones locales y el mantenimiento de la tradiciones alfareras. Disminuyendo fuertemente las conexiones con otras regiones, habiendo pocos lazos con la costa pacífica.

#### Fase Caynac
En la fase Caynac (200 a. C. - 200 d. C), se construyó la estructura E3-1-1a y se dispusieron los monumentos asociados a ella; así como se creó una extensa plaza artificial (en la que se ubicaron las estructuras E3-2, 3, 4, 5 y 6). Paulatinamente el centro ceremonial se extendería, abriendo nuevas estructuras (como la E3-7 y 8) y se construiría la gran plataforma en la que están ubicadas las estructuras de Casa Blanca.
Se observa también importancia de la guerra y el sacrificio para este tiempo, en los 33 entierros dispuestos en las diferentes etapas de la estructura E3-7; este tipo de entierros múltiples son también comunes en sitios como Kaminaljuyú y Los Manglares (este último en Alta Verapaz, Guatemala).
En cerámica, la fase Caynac es la fase más variada, diversa y numerosa en cualquier período de Chalchuapa; en ella se llega a la culminación del desarrollo de la cerámica Usulután con el grupo Izalco. Debido a sus características, se la divide en dos facetas: la faceta temprana (200 a. C. - 1 d. C.) y la faceta tardía (1 d. C - 200 d. C.).
La faceta temprana muestra una continuidad con la fase Chul, manteniendo la mayoría de los grupos, a la ves que presenta un inventario más variado y numeroso. Añadiendose 5 nuevos grupos, así: continuaría el desarrollo de la cerámica Usulután con el grupo Izalco, (que surgiría a partir del grupo Olocuilta, y por ende pertenece a la tradición de engobe naranja) y el grupo Tepecoyo (que pertenece a la tradición engobe crema igual que los grupos Puxtla y Jicalapa); se mantendría la tradición sin engobe café, con el grupo Mizata y los distintivos incensarios del grupo Topozoco (que iría reemplazando a los del grupo Cara Sucia); e iniciaría la tradición de naranja pesado con el grupo Aguacate. Por otro lado, en esta fase aparecen por primera vez las vasijas con soportes tetrapodos. Mostrando esta faceta una continuación de los lazos con Kaminaljuyú expresados con anterioridad en la fase Chul, con incluso más conexiones con las tierras altas.
En la faceta tardía, desaparecen los grupos Cara Sucia y Nohualco (provenientes de la fase Chul), se añaden 3 grupos más: el grupo Pajonal de la tradición engobe crema, que presenta un tipo denominado Cutuco rojo sobre crema caracterizado por su engobe bicromo con verdaderos motivos más que simples zonas engobadas; el grupo Finquita de la tradición de engobe rojo; y el grupo Soyapango de la tradición engobe naranja. La característica más destacada de las vasijas de esta fase es el desarrollo de los soportes tetrapodos mamiformes. Aunque varios de estos rasgos se encuentran también en las tierras bajas mayas, esta faceta parece poco diferente a la temprana en cuanto a su asociación con las tierras altas.

### Clásico
En la fase Vec (200 d. C - 400 d. C) aconteció la decadencia del sitio, lo cual sucedió probablemente por la decadencia y colapso de los demás sitios principales del preclásico (como Kaminaljuyú), y por lo tanto el cambio en el vínculo político y económico de la esfera cultural Providencia-Miraflores a Copán; así como la influencia directa o indirecta de Teotihuacán. Provocando, todo ello, el traslado del centro político y económico de la población al Tazumal.
El sitio, al parecer, continuaría en funcionamiento hasta la erupción del actual Lago de Ilopango, que sucedió en algún punto entre los siglos IV, V, o VI d. C. Luego de ello, se colocaría en la ceniza depositada el monumento 10 y un cántaro del grupo-variedad Guazapa engobe raspado; por lo que las actividades humanas como la peregrinación ancestral continuarían en el sitio; asimismo, algunas estructuras pequeñas como la E3-9 datarían de este período.